# 法源寺 (北海道松前町)
法源寺（ほうげんじ）は、北海道松前町にある曹洞宗の寺である。

## 概要
所在地は北海道松前郡松前町松城341。山号は松前山。
室町時代に開山し、その後は松前藩初代藩主松前慶広の弟、蠣崎随良が住職を務め、松前氏（松前藩）と関係の深い寺となり、現在まで続いている。

## 文化財

### 重要文化財
- 山門 - 江戸時代中期（1661年-1750年）の建立。四脚門、切妻造、こけら葺。平成5年（1993年）4月20日指定。